# 萊賈
萊賈是瑞士的城鎮，位於該國東部莫埃索河右岸，由格勞賓登州負責管轄，面積9.18平方公里，海拔高度337米，2011年人口124，人口密度每平方公里14人。

## 外部連結
- Official website （意大利文）